# معهد جامعة سيدني نانو
معهد النانو بجامعة سيدني أو معهد جامعة سيدني نانو، أو كما يطلق ويدعى أحياناً بـ (سيدني نانو) أو بالإنجليزية (The University of Sydney Nano Institute) هو معهد أبحاث متعدد التخصصات الرائد في جامعة سيدني في كامبرداون، سيدني ، أستراليا ، ويركز على تحويل اقتصادنا ومجتمعنا وحياتنا اليومية من خلال بحث متعدد التخصصات في علوم وتكنولوجيا النانو . إن المعهد يعتبر واحد من عشرة معاهد بحثية متعددة التخصصات في جامعة سيدني بما في ذلك مركز تشارلز بيركنز ومركز العقل. 

## الموقع والمرافق
يقع المقر الرئيسي لسيدني نانو في سيدني نانوساينس هاب (Nanoscience Hub) ، وهو مرفق تم تصميمه خصيصاً لبحوث وعلوم النانو، حيث أنه تم الانتهاء منه في عام 2015 ويقع في حرم جامعة كامبرداون / دارلينجتون. تُجرى أبحاث سيدني نانو أيضاً في مرافق علمية وهندسية وطبية أخرى في جميع أنحاء الجامعة. 

## نبذة في التاريخ
تم إطلاق المعهد في الأصل في شهر أبريل من عام 2016  "كمعهد أسترالي للعلوم والتكنولوجيا النانوية (AINST) "، وتم تغيير اسم المعهد إلى معهد جامعة سيدني نانو في شهر نوفمبر من عام 2017.  
في شهر يوليو من عام 2017 ، أعلنت جامعة سيدني عن شراكة متعددة السنوات مع شركة Microsoft لإجراء البحوث في مجال الحوسبة الكمية وإنشاء شركة Microsoft Quantum - سيدني رسمياً في مركز سيدني Nanoscience Hub .   
في شهر مارس من عام 2018 ، قدمت حكومة نيو ساوث ويلز منحة بقيمة 500000 دولار أسترالي  لإنشاء أكاديمية سيدني وذلك لتعزيز البحث والتدريب بعد التخرج في سيدني في إطارات السباق لبناء حاسب كمي (quantum). ستقود الأكاديمية جامعة سيدني بالشراكة مع جامعة ماكواري وجامعة نيو ساوث ويلز وجامعة التكنولوجيا في سيدني . 

## القيادة

### المدير
ترأس سيدني نانو ثلاثة مدراء مؤقتين وهم: - البروفيسور توماس ماشمير FAA FTSE ، البروفيسور سايمون رينجر والبروفيسور زدينكا كونسيتش - الذين أشرفوا على فترة إطلاق المعهد من شهر مارس في عام 2016. 
تم تعيين الأستاذة سوزان بوند AM في منصب المدير في شهر فبراير بعام 2017 لمدة 12 شهراً. البروفيسور بوند هي رائدة في مجال الأعمال والأوساط الأكاديمية ومعترف بها لمساهماتها الوطنية والدولية الهامة في الطب والعلوم والتكنولوجيا. تشمل الجوائز عضواً في وسام أستراليا (1994) ، دكتوراه في الطب مع مرتبة الشرف من جامعة كوينزلاند والميدالية المئوية . في عام 2013 ، تم تصنيفها كواحدة من أفضل 100 سيدة في أستراليا من قبل The Australian Financial Review و Westpac . البروفيسور بوند هي زميلة في الكلية الملكية الأسترالية للأطباء ، والأكاديمية الأسترالية للعلوم والهندسة التكنولوجية، والأكاديمية الأسترالية للعلوم الصحية والطبية، والمعهد الأسترالي لمديري الشركات . 
البروفيسور بن إيجلتون هو المدير الحالي. تم تعيينه في شهر مايو بعام 2018. 

### قادة مواضيع البحث
- الطاقة والبيئة: الأستاذ المشارك: كارا ريجلي
- الصحة والطب: الأستاذ المشارك: فويتش كرازانوفسكي
- الاتصالات والحوسبة والأمن: الدكتور رالف هولز

### قادة مجال البحث
- علوم الكم: الدكتور إيفان كسال
- تقنيات النانو: الأستاذ المشارك: ستيفانو بالومبا
- المواد على مقياس النانو: الأستاذ المشارك: جون هوانغ
- علم النانو الجزيئي: أستاذ مشارك كيارا نيتو

## الموضوعات البحثية والقدرات
تم تجميع أبحاث سيدني نانو في ثلاثة محاور عريضة تتناول مباشرة التحديات العالمية المهمة في القرن الحادي والعشرين وأربعة مجالات من الخبرة البحثية. 

### موضوعات البحث
- الطاقة والبيئة
- الصحة والطب
- الاتصالات والحوسبة والأمن

### مجالات البحث
- علم الكم
- بصريات النانو
- المواد على مقياس النانو
- علم النانو الجزيئي